# Wil Laseur
Wilhelmina Agnes (Wil) Laseur (Batavia, 25 januari 1926 - 's-Gravenhage, 14 augustus 2010) was bibliothecaresse van het Museum Meermanno en schrijfster van de geschiedenis ervan.

## Biografie
Wil Laseur was tot 1987 zo'n twintig jaar bibliothecaresse van het Haagse Museum Meermanno. Ze schreef enkele artikelen over de collectie maar werd vooral bekend vanwege de geschiedschrijving van dat museum die in 1848 begon nadat de stichter van het museum, W.H.J. baron van Westreenen van Tiellandt (1783-1848), zijn huis en collectie naliet aan de Staat der Nederlanden. Zij schreef die geschiedenis ter gelegenheid van het 150-jarig bestaan van het museum en dat werk geldt nu als het standaardwerk daarover.